# Лесопатологическое обследование
Лесопатологическое обследование — это мероприятия по оценке состояния лесов, в ходе которого выявляются площади зараженных вредителями и болезнями. В результате выявляются причины ослабления и усыхания лесов, прогнозируется динамика развития очагов поражения, а также определяются мероприятия по защите леса. В зависимости от особенностей организации выделяют текущие оперативное, экспедиционные, наземное, авиадесантные, экспертное обследования.
По результатам обследования составляется акт лесопатологического обследования, который утверждается органом государственной власти или органом местного самоуправления, в пределах их полномочий определённых в соответствии со статьями 81 — 84 Лесного Кодекса, и в срок не позднее трех рабочих дней со дня его утверждения размещается на официальном сайте органа государственной власти или органа местного самоуправления в информационно-телекоммуникационной сети «Интернет» и направляется в форме электронного документа, подписанного усиленной квалифицированной электронной подписью, с использованием единой системы межведомственного электронного взаимодействия или информационно-телекоммуникационных сетей общего пользования, в том числе сети «Интернет», в уполномоченный Правительством Российской Федерации федеральный орган исполнительной власти.